# Златополе
Златополе (болг. Златополе) — село в Болгарии. Находится в Хасковской области, входит в общину Димитровград. Население составляет 885 человек.

## Политическая ситуация
В местном кметстве Златополе, в состав которого входит Златополе, должность кмета (старосты) исполняет Иван Тенчев Иванов (Граждане за европейское развитие Болгарии (ГЕРБ)) по результатам выборов.
Кмет (мэр) общины Димитровград — Стефан Димитров Димитров (коалиция партий: Союз свободной демократии (ССД), Земледельческий народный союз (ЗНС), Болгарская рабочая социал-демократическая партия (БСДП), «Новые лидеры» (НЛ)) по результатам выборов.